# Puerto de Béjar (kommunhuvudort)
Puerto de Béjar är en kommunhuvudort i Spanien.   Den ligger i provinsen Provincia de Salamanca och regionen Kastilien och Leon, i den centrala delen av landet, 180 km väster om huvudstaden Madrid. Puerto de Béjar ligger 952 meter över havet och antalet invånare är 424.
Terrängen runt Puerto de Béjar är kuperad åt nordväst, men åt sydost är den bergig. Runt Puerto de Béjar är det ganska glesbefolkat, med 34 invånare per kvadratkilometer. Närmaste större samhälle är Béjar, 7,4 km nordost om Puerto de Béjar. I omgivningarna runt Puerto de Béjar växer i huvudsak blandskog.